# Toy-Viam
Toy-Viam är en kommun i departementet Corrèze i regionen Nouvelle-Aquitaine i de centrala delarna av Frankrike. Kommunen ligger  i kantonen Bugeat som tillhör arrondissementet Ussel. År 2022 hade Toy-Viam 35 invånare.

## Befolkningsutveckling
Antalet invånare i kommunen Toy-Viam
Referens:INSEE